# No Time to Think
No Time to Think – piosenka skomponowana przez Boba Dylana, nagrana przez niego w kwietniu 1978 r., wydana na albumie Street-Legal w czerwcu 1978 r.

## Historia i charakter utworu
Utwór ten został nagrany w Rundown Studios w Santa Monica w Kalifornii 27 kwietnia 1978 r. Była to trzecia sesja nagraniowa tego albumu. Producentem sesji był Don DeVito.
Utwór ten, wykonywany przez Dylana z pozycji osamotnionego gwiazdora, odwołuje się zapewne do trudnego okresu w życiu artysty, być może mającego związek z rozwodem z żoną Sarą. O tym okresie powiedział w nocie umieszczonej w albumie Biograph: "Prawie nie miałem na świecie przyjaciela. Zostałem wyrzucony z mojego domu. Byłem pod wielką presją". Wszystko to złożyło się na bardzo długi tekst piosenki trwającej ponad 8 minut. Aranżacja utworu czerpie wiele ze stylu mariachi, a piosenka utrzymana jest w dość hipnotycznym rytmie walca. Wydaje się, że tekst jest chaotyczny i niezborny, jednak po głębszej analizie, gdy ujawnia się jego skomplikowanie (muzyczne i tekstowe), wewnętrzne kunsztowne rymy itd., widać artyzm Dylana. W pewien sposób ciemny nastrój piosenki ukierunkowuje słuchacza w stronę klasycznego wiersza Poe'ego "Kruk".
Narrator znajduje się w pewnej otchłani, w której dominującym uczuciem jest rozczarowanie i brak nadziei. Dopiero w końcowych momentach pewne wersy mogą sugerować niewielką wiarę w pozytywną zmianę.
Dylan nigdy nie wykonał tej piosenki na koncercie.

## Muzycy
Sesja 3
- Bob Dylan - gitara, wokal
- Billy Cross - gitara
- Steven Soles - gitara; wokal
- Jerry Scheff - gitara basowa
- Ian Wallace - perkusja
- Helena Springs, Jo Ann Harris, Carolyn Dennis - chórki
- Alan Pasqua - fortepian; organy
- Bobbye Hall - instrumenty perkusyjne
- Steve Douglas - saksofon sopranowy
- David Mansfield - skrzypce

## Dyskografia
Albumy
- Street-Legal (1978)